# Beltrami County
Beltrami County er et county i den amerikanske delstat Minnesota. Amtet ligger i de nordlige del delstaten og grænser op mod Lake of the Woods County i nord, Koochiching County i nordøst, Itasca County og Cass County i sydøst, Hubbard County i syd, Clearwater County i sydvest, Pennington County i vest og mod Marshall County og Roseau County i nordvest.
Beltrami Countys totale areal er 7 914 km² hvoraf 1 425 km² er vand. I 2000 havde fylket 39 650 indbyggere. Amtets administration ligger i byen Bemidji.
Amtet har fået sit navn efter opdageren Giacomo Beltrami som i 1823 udforskede kilden til Mississippifloden i nord. 
48°01′N 94°55′V / 48.02°N 94.92°V